# Willis Ochieng
Willis Ochieng Oganyo (10 ottobre 1981) è un ex calciatore keniota, di ruolo portiere.

## Carriera

### Club
Ha giocato nel campionato keniota, finlandese e svedese.

### Nazionale
Convocato per la Coppa d'Africa 2004, esordirà in nazionale nel 2009.